# Cumberland (graafschap)

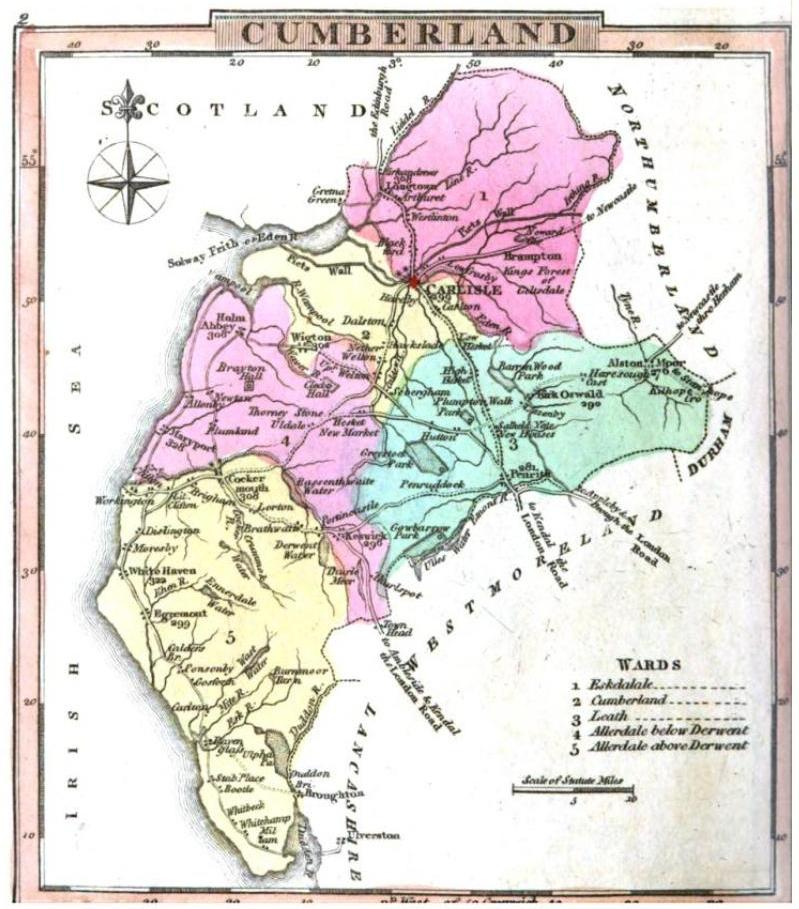
Kaart van Cumberland anno 1824.

Vlag van Cumberland

Cumberland (uitspraak: /ˈkʌmbərlənd/) is een van de 39 historische graafschappen van Engeland. Het was een administratief graafschap van 1889 tot 1974 (zonder Carlisle vanaf 1915) en nu is het een deel van Cumbria.
Gedurende de tijd van het Domesday Book in 1086 was het grootste deel van het graafschap een onderdeel van Schotland.
Het hoogste punt in het graafschap is Scafell Pike: met zijn 978 m is het de hoogste berg van Engeland. Carlisle is de historische stad in het graafschap.
Het graafschap had een verdeling in vijf zogenaamde wards:
- Allerdale above Derwent
- Allerdale below Derwent
- Cumberland
- Eskdale
- Leath

Bedfordshire · Berkshire · Buckinghamshire · Cambridgeshire · Cheshire · Cornwall · Cumberland · Derbyshire · Devon · Dorset · Durham · Essex · Gloucestershire · Hampshire · Herefordshire · Hertfordshire · Huntingdonshire · Kent · Lancashire · Lincolnshire · Leicestershire · Middlesex · Norfolk · Northamptonshire · Northumberland · Nottinghamshire · Oxfordshire · Rutland · Shropshire · Somerset · Staffordshire · Suffolk · Surrey · Sussex · Warwickshire · Westmorland · Wiltshire · Worcestershire · Yorkshire
Overig: Stedelijke en niet-stedelijke graafschappen · Traditionele graafschappen